# Sistema Smith
Se conoce como el Sistema Smith al sistema de taxonomía vegetal de las plantas criptógamas creado por Gilbert Morgan Smith y publicado en:
Smith, G.M. (1938). Cryptogamic Botany, vol. 1. Algae and fungi. McGraw-Hill, New York.
Smith, G.M. (1955). Cryptogamic Botany, vol. 2. Bryophytes and pteridophytes. 2nd ed. McGraw-Hill, New York.

## División Chlorophyta
- clase 1. Chlorophyceae

- orden 1. Volvocales

- familia 1. Chlamydomonadaceae
- familia 2. Volvocaceae

- orden 2. Tetrasporales
- orden 3. Ulotrichales

- familia 1. Ulotrichaceae
- familia 2. Microsporaceae
- familia 3. Cylindrocapsaceae
- familia 4. Chaetophoraceae
- familia 5. Protococcaceae
- familia 6. Coleochaetaceae
- familia 7. Trentepohliaceae

- orden 4. Ulvales

- familia 1. Ulvaceae
- familia 2 Schizomeridaceae

- orden 5. Schizogoniales

- familia Schizogoniaceae

- orden 6. Cladophorales

- familia 1. Cladophoraceae
- familia 2. Sphaeropleaceae

- orden 7. Oedogoniales

- familia Oedogoniaceae

- orden 8. Zygnematales

- familia 1. Zygnemataceae
- familia 2. Mesotaeniaceae
- familia 3. Desmidiaceae

- orden 9. Chlorococcales

- familia 1. Chlorococcaceae
- familia 2. Endosphaeraceae
- familia 3. Characiaceae
- familia 4. Protosiphonaceae
- familia 5. Hydrodictyaceae
- familia 6. Oöcystaceae
- familia 7. Scenedesmaceae

- orden 10. Siphonales

- familia 1. Bryopsidaceae
- familia 2. Caulerpaceae
- familia ly 3. Halicystaceae
- familia 4. Codiaceae
- familia 5. Derbesiaceae
- familia 6. Vaucheriaceae
- familia 7. Phyllosiphonaceae

- orden 11. Siphonocladiales

- familia 1. Valoniaceae
- familia 2. Dasycladaceae

- clase 2. Charophyceae

- orden Charales

- familia Characeae

## División Euglenophyta
- orden 1. Euglenales
- orden 2. Colaciales (Euglenocapsales)

## División Pyrrophyta
- clase 1. Cryptophyceae
- clase 2. Desmokontae
- clase 3. Dinophyceae

- orden 1. Gymnodiniales
- orden 2. Peridiniales
- orden 3. Dinophysidales
- orden 4. Rhyzodiniales
- orden 5. Dinocapsales
- orden 6. Dinotrichales
- orden 7. Dinococcales

## División Chrysophyta
- clase 1. Xanthophyceae (Heterokontae)

- orden 1. Heterochloridales
- orden 2. Rhizochloridales
- orden 3. Heterocapsales
- orden 4. Heterotrichales
- orden 5. Heterococcales
- orden 6. Heterosiphonales

- clase 2. Chrysophyceae

- orden 1. Chrysomonadales

- suborden 1. Cromulinae
- suborden 2. Isochrysidineae
- suborden 3. Ochromonadineae

- orden 2. Rhizochrysidales
- orden 3. Chrysocapsales
- orden 4. Chrysotrichales
- orden 5. Chrysosphaerales

- clase 3. Bacillariophyceae

- orden 1. Centrales
- orden 2. Pennales

## División Phaeophyta
- clase 1. Isogeneratae

- orden 1. Ectocarpales
- orden 2. Sphacelariales
- orden 3. Tilopteridales
- orden 4. Cutleriales
- orden 5. Dictyotales

- clase 2. Heterogeneratae

- Subclass 1. Haplostichineae

- orden 1. Chordariales
- orden 2. Sporochnales
- orden 3. Desmarestiales

- Subclass 2. Polystichineae

- orden 1. Punctariales
- orden 2. Dictyosiphonales
- orden 3. Laminariales

- clase 3. Cyclosporeae

- orden Fucales

## División Cyanophyta
- clase Myxophyceae (Cyanophyceae)

- orden 1. Chroococcales
- orden 2. Chamaesiphonales
- orden 3. Hormogonales

## División Rhodophyta
- clase Rhodophyceae

- subclase 1. Bangioideae

- orden Bangiales

- subclase 2. Florideae

- orden 1. Nemalionales
- orden 2. Gelidiales
- orden 3. Cryptonemiales
- orden 4. Gigartinales
- orden 5. Rhodymeniales
- orden 6. Ceramiales

## División Myxothallophyta
- clase 1. Myxomycetae

- subclase 1. Endosporeae
- subclase 2. Exosporeae

- clase 2. Phytomyxinae
- clase 3. Acrasieae

## División Eumycetae
- clase 1. Phycomycetae

- orden 1. Chytridiales

- familia 1. Rhizidiaceae
- familia 2. Olpidiaceae
- familia 3. Synchytriaceae
- familia 4. Cladochytriaceae
- familia 5. Woroninaceae

- orden 2. Blastocladiales
- orden 3. Monoblepharidales
- orden 4. Ancylistales
- orden 5. Saprolegniales

- familia 1. Saprolegniaceae
- familia 2. Leptomitaceae
- familia 3. Pythiaceae

- orden 6. Peronosporales
- orden 7. Mucorales
- orden 8. Entomophthorales

- clase 2. Ascomycetae

- subclase 1. Protoascomycetae
- subclase 2. Euascomycetae

- orden 1. Aspergillales
- orden 2. Erysiphales
- orden 3. Hysteriales
- orden 4. Phacidiales
- orden 5. Pezizales
- orden 6. Tuberales
- orden 7. Helvellales
- orden 8. Exoascales
- orden 9. Hypocreales
- orden 10. Sphaeriales
- orden 11. Dothidiales
- orden 12. Laboulbeniales

- clase 3. Basidiomycetae

- subclase 1. Eubasidii

- orden 1. Agaricales (Hymenomyceatae)
- orden 2. Lycoperdales (Gasteromycetae)
- orden 3. Dacryomycetales
- orden 4. Tremellales
- orden 5. Auriculariales

- subclase 2. Hemibasidii

- orden der 1. Urediniales
- orden 2. Ustilaginales

- familia 1. Ustilaginaceae
- familia 2. Tilletiaceae

- clase 4. Fungi imperfecti

- Líquenes

- subclase 1. Ascholichenes
- subclase 2. Basidiolichenes

## División Bryophyta
- clase 1. Hepaticae

- orden 1. Sphaerocarpales

- familia 1. Sphaerocarpaceae
- familia 2. Riellaceae

- orden 2. Marchantiales

- familia  1. Ricciaceae
- familia 2. Corsiniaceae
- familia 3. Targioniaceae
- familia 4. Monocleaceae
- familia 5. Marchantiaceae

- orden 3. Jungermanniales

- suborden 1. Metzgerineae
- suborden 2. Jungermannineae

- orden 4. Calobryales

- clase 2. Anthocerotae

- orden 1. Anthocerotales

- clase 3. Musci (musgos)

- subclase 1. Sphagnobrya
- subclase 2. Andreaeobrya
- subclase 3. Eubrya

## División Psilophyta
- clase 1. Psilophytinae

- orden 1. Psilophytales

- familia 1. Rhyniaceae
- familia 2. Psilophytaceae
- familia 3. Pseudosporochnaceae
- familia 4. Zosterophyllaceae
- familia 5. Asteroxylaceae

- orden 2. Psilotales

## División Lepidophyta
- clase 1. Lycopodinae

- orden 1. Lycopodiales

- familia 1. Protolepidodendraceae
- familia 2. Lycopodiaceae

- orden 2. Selaginellales

- familia 1. Selaginellaceae
- familia 2. Miadesmiaceae

- orden 3. Lepidodendrales

- familia 1. Lepidodendraceae
- familia 2. Lepidocarpaceae
- familia 3. Bothrodendraceae
- familia 4. Sigillariaceae

- orden 4. Isoetales

- familia 1. Pleuromeiaceae
- familia 2. Isoetaceae

## División Calamophyta
- Class 1. Equisetinae (equisetos)

- orden 1. Hyeniales
- orden 2. Sphenophyllales
- orden 3. Equisetales

- familia 1. Calamitaceae
- familia 2. Equisetaceae

## División Pterophyta
- clase 1. Filicinae (helechos)

- subclase 1. Primofilices (o Inversicatenales, Coenopterideae, Palaeopteridales)

- orden 1. Protopteridales

- familia 1. Protopteridaceae
- familia 2. Cladoxylaceae

- orden 2. Coenopteridales

- familia 1. Zygopteridaceae
- familia 2. Botryopteridaceae
- familia 3. Anachoropteridaceae

- orden 3. Archaeopteridales

- subclase 2. Eusporangitae

- orden 1. Ophioglossales
- orden 2. Marattiales

- subclase 3. Leptosporangiatae

- orden 1. Filicales

- familia 1. Osmundaceae
- familia 2. Schizaeaceae
- familia 3. Gleicheniaceae
- familia 4. Matoniaceae
- familia 5. Dipteridaceae
- familia 6. Hymenophyllaceae
- familia 7. Cyatheaceae
- familia 8. Dicksoniaceae
- familia 9. Polypodiaceae
- familia 10. Parkeriaceae

- orden 2. Marsileales
- orden 3. Salviniales

- Datos: Q17152527